# Mirošov
Mirošov (německy Miröschau) je město v okrese Rokycany v Plzeňském kraji. Leží v lesní krajině při úpatí Brd, necelých osm kilometrů jihovýchodně od Rokycan. Městem prochází železniční trať Rokycany–Nezvěstice (stanice Mirošov a zastávka Mirošov město). Ve městě žije přibližně 2 200 obyvatel.

## Historie
První písemná zmínka o obci pochází z roku 1366 za Dobrohosta z Ronšperka. Výrazný historický rozmach Mirošov zaznamenal až v 16. století, kdy se dostal do rukou Floriánu Gryspeku z Gryspachu. Jeho syn tu totiž postavil renesanční tvrz. Ta byla později ještě přestavěna do dnešní podoby, konkrétně v roce 1728.
Významnou roli ale Mirošov sehrál v době národního obrození, když se na místní faře scházela tehdejší kulturní a literární elita jako Josef Dobrovský, Josef Kajetán Tyl, Václav Kramerius nebo Vojtěch Nejedlý, který zde pobýval a působil.
V Mirošově byla v první polovině 19. století objevena černouhelná žíla a roku 1857 se zde začalo naplno těžit. Vrstva kvalitního uhlí dosahovala asi 1,5 metru a v dobách, kdy byla těžba nejaktivnější, zde pracovalo asi 1600 horníků. Uhlí dalo také příčinu ke vzniku železnice z Mirošova do Rokycan a později i druhým směrem do Nezvěstic.
V Mirošově byla od dob Vratislavů z Mitrovic těžena také železná ruda. Právě díky zdejší těžbě vznikaly v mirošovském okolí železné hutě (Padrť, Hrádek). Mirošovské hutě často měnily své majitele a často se také střídala období slávy i období, kdy se železu příliš nedařilo. Největší rozkvět zaznamenaly zdejší hutě v době sedmileté války, kdy zde byla vyráběna munice do císařských děl a jiných palných zbraní. V Mirošově a jeho okolí byla tři hlavní železnorudná naleziště: Svatovojtěšský lom, Zlamnoha a oblast západně od kostela sv. Jakuba.
Během druhé světové války byl zde zřízen koncentrační a kárný tábor. Na jeho místě dnes stojí Domov Harmonie (centrum sociálních služeb pro nemocné a staré).
V souvislosti se zánikem vojenského újezdu Brdy bylo k 1. lednu 2016 k obci připojeno katastrální území Mirošov v Brdech, které vzniklo k 10. únoru 2014. Toto území má rozlohu 2,088398 km² a je zde evidováno 0 budov a 0 obyvatel.

## Obyvatelstvo
| Rok            | 1869  | 1880  | 1890  | 1900  | 1910  | 1921  | 1930  | 1950  | 1961  | 1970  | 1980  | 1991  | 2001  | 2011  | 2021  |
| -------------- | ----- | ----- | ----- | ----- | ----- | ----- | ----- | ----- | ----- | ----- | ----- | ----- | ----- | ----- | ----- |
| Počet obyvatel | 1 626 | 2 247 | 2 322 | 1 957 | 1 635 | 1 729 | 1 771 | 1 826 | 1 875 | 1 849 | 2 218 | 2 045 | 2 237 | 2 343 | 2 433 |
| Počet domů     | 145   | 200   | 222   | 213   | 202   | 224   | 279   | 341   | 357   | 388   | 470   | 554   | 583   | 653   | 710   |

## Městská správa

### Části města
- Mirošov (k. ú. Mirošov a Mirošov v Brdech)
- Myť (k. ú. Mirošov)

V roce 1869 k městu patřily i Hrádek a Nová Huť a od 1. ledna 1980 do 31. prosince 1991 také Kakejcov, Kornatice, Mešno, Příkosice, Skořice, Štítov, Trokavec a Vísky.

### Městské symboly
Znak a vlajka byly městu uděleny rozhodnutím předsedy Poslanecké sněmovny Parlamentu České republiky dne 5. května 1994.

## Pamětihodnosti

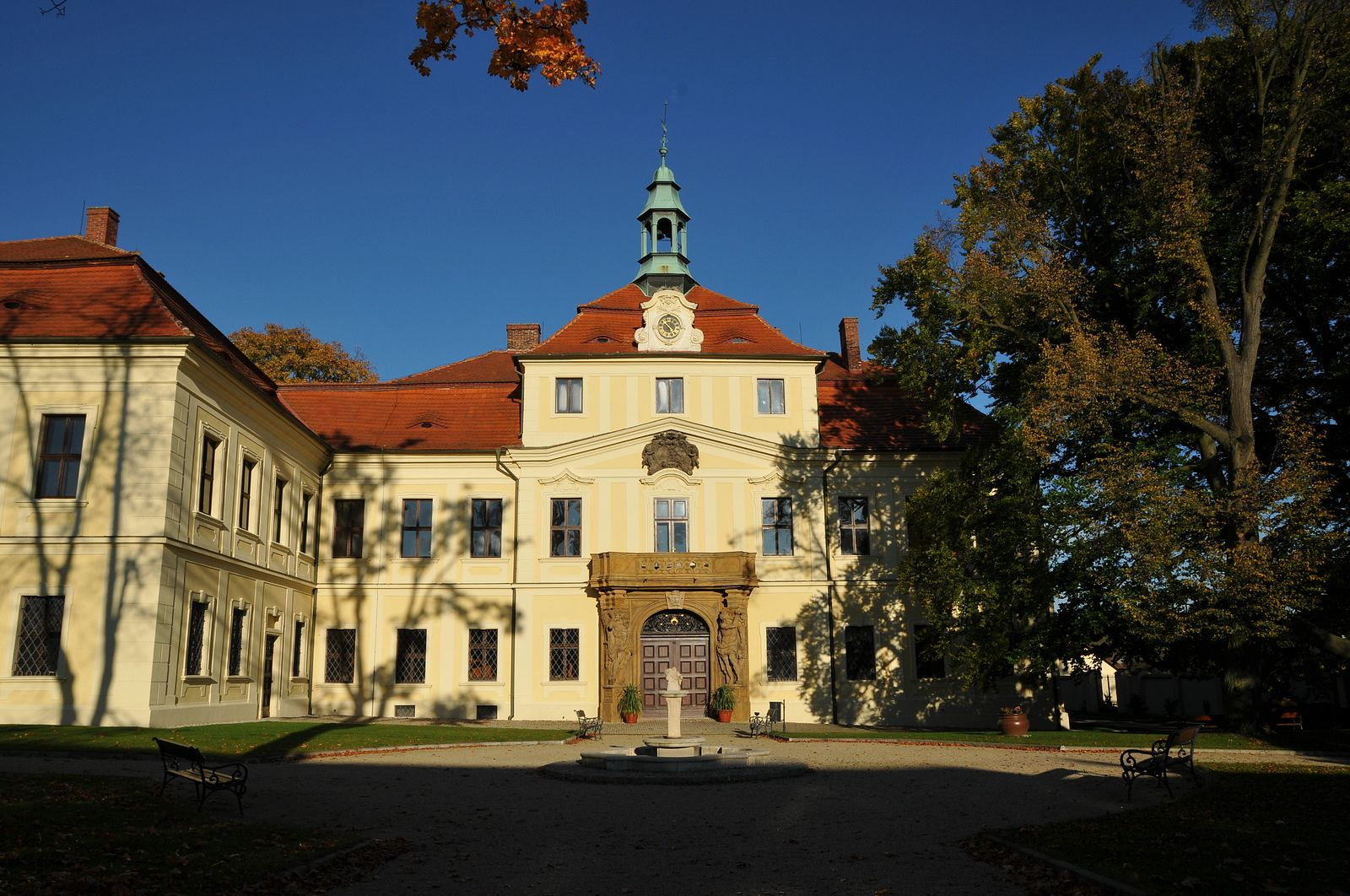
Zámek Mirošov

- Zámek Mirošov byl založen rodem Gryspeků v šestnáctém století jako renesanční tvrz. Dochovaná podoba je výsledkem barokní přestavby z počátku dvacátých let osmnáctého století.[10]
- V severní části města se dochovalo tvrziště, které je pozůstatkem tvrze Dvorec ze čtrnáctého století. Ta zanikla na počátku husitských válek.[11] Na jejím místě roste památný strom Lípa na Purku.
- Kostel svatého Josefa na náměstí
- Kostel svatého Jakuba Většího na severozápadě katastru obce, u silnice mezi Mirošovem a Hrádkem
- Socha anděla
- Socha svatého Antonína Paduánského
- Socha svatého Jana Nepomuckého
- Sousoší Piety
- Zájezdní hostinec na náměstí
- Sýpka se sochou anděla
- Mirošovské doly – těžba uhlí byla v Mirošově zahájena v roce 1833, naplno se dobývalo ale až po roce 1857. Díky tomu se také na Mirošovsku dala vybudovat železnice. Roku 1904 bylo dolování zastaveno, protože se nevyplatilo.
- Lípy u křížku
- U města rostl tzv. Mirošovský topol chráněný jako památný strom.

## Významné osobnosti města
- Ladislav Karel Feierabend (14. června 1891, Kostelec nad Ohří – 15. srpna 1969, Villach, Rakousko), československý politik
- Karel Kašpar (16. května 1870, Mirošov – 21. dubna 1941, Praha), římskokatolický teolog, biskup královéhradecký, arcibiskup pražský
- Vojtěch Nejedlý (17. dubna 1772, Žebrák – 7. prosince 1844), kněz, vlastenecký básník